# Ricardo Levene (hijo)
Ricardo Levene (hijo) (Buenos Aires, 20 de abril de 1914 - Buenos Aires, 14 de julio de 2000) fue un abogado y ministro de la Corte Suprema de Justicia de Argentina.

## Actuación judicial
Estudió  en la Facultad de Derecho de la Universidad de Buenos Aires obteniendo los títulos de abogado y de doctor en jurisprudencia. Ingresó en la administración de justicia de la Capital Federal en 1931 como meritorio y ascendió en el fuero penal sucesivamente a secretario, juez y, en 1974,  vocal de la Cámara de Apelaciones en lo Criminal y Correccional de la Capital Federal, donde fue vicepresidente y luego presidente.
En agosto de 1975, Levene fue designado ministro de la Corte Suprema de Justicia por la presidenta María Estela Martínez de Perón y compartió el Tribunal, en distintos momentos con Agustín Díaz Bialet, Miguel Ángel Bercaitz, Héctor Masnatta y Pablo Antonio Ramella. Cesó al producirse el golpe de Estado de 1976.
Levene pasó a integrar nuevamente la Corte Suprema de Justicia el 23 de abril de 1990 propuesto por el presidente Carlos Saúl Menem y dos días después fue elegido presidente de la Corte por unanimidad. En esta etapa compartió el Tribunal en distintos momentos con Gustavo Bossert, Guillermo López, Antonio Boggiano, Julio Oyhanarte, Mariano Cavagna Martínez, Rodolfo Barra, Julio Nazareno y Eduardo Moliné O'Connor. Supuestamente, el llamado Pacto de Olivos entre los dos partidos mayoritarios implicaba la renuncia de tres jueces de la Corte, pero Levene se resistía a hacerlo a pesar de su ya avanzada edad, esperando el fin de una iniciativa de juicio político que no prosperó. Finalmente la concretó, por lo que el 27 de noviembre de 1995, el Poder Ejecutivo la aceptó, siendo reemplazado por Adolfo Vázquez.
Desde su cargo en la Corte, Levene fue un impulsor de la modificación del proceso penal -al código resultante de la reforma se lo conoce en el medio jurídico como "Código Levene"- que dispone que la producción de pruebas, alegato y lectura de sentencia se realicen en forma oral y pública. Por otra parte, tuvo a su cargo la instrucción de la causa por el atentado a la embajada de Israel, en 1992 y recibió críticas por la falta de resultados positivos.

## Actuación docente y académica
Realizó más de 500 publicaciones en temas de Criminalística, Derecho Penal y Derecho Procesal Penal. Fue autor de los proyectos de códigos procesales penales de la Capital Federal y de varias provincias argentinas y de los proyectos de Código Penal de 1953 y 1964.
Fue profesor de Historia Argentina y de Derecho Procesal en numerosas universidades oficiales y privadas. Ocupó el cargo de rector de la sección secundaria de la Escuela Cangallo (Cangallo Schule) hasta su retiro en 1965.También fue decano de las Facultades de Derecho de las universidades del Salvador y John F.Kennedy, y profesor visitante en las universidades Max Planck Institute y New York University. La Organización de las Naciones Unidas le encomendó estudiar la reforma penitenciaria en Costa Rica.
Falleció en Buenos Aires el 14 de julio de 2000 por un paro cardíaco. Nueve años antes había donado al Estado su casa y su biblioteca.

## Legado: Biblioteca, Museo y Archivo Dr. Ricardo Levene
El 30 de octubre de 1991, en vida, Ricardo Levene (h) donó al Estado Nacional el material bibliográfico y el archivo documental que había pertenecido a su padre, el historiador Ricardo Levene. El 9 de noviembre de ese año el Estado Nacional aceptó la donación, mediante el Decreto 2357/91. La donación comprendió además la finca ubicada en la calle Pacheco de Melo 2134 de la ciudad de Buenos Aires, con el mobiliario y los objetos de arte incluidos.
La Biblioteca, Museo y Archivo Dr. Ricardo Levene -así denominada por pedido de Levene hijo- se inauguró el 25 de julio de 1994 y pasó a formar parte del patrimonio del entonces Ministerio de Cultura y Educación de la Nación, quedando su administración en la órbita de la Biblioteca Nacional de Maestros, de la que hoy es un área especial. La biblioteca cuenta con unos doce mil volúmenes de libros y revistas sobre historia argentina y latinoamericana, historia del derecho, sociología y enseñanza de la historia. El archivo aloja variadísimo corpus documental: cartas sobre temas institucionales y personales; numerosas copias de correspondencia entre figuras públicas del siglo XIX; conferencias y homenajes de Levene; recortes periodísticos sobre diversos temas; apuntes de clases; boletines; gacetillas; revistas; reconocimientos y homenajes; algunas ilustraciones y fotografías; cronologías; índices de libros de su autoría y extractos de revistas o simples anotaciones personales. La documentación histórica va desde el siglo XVI al XIX, además de la producida por la propia actividad intelectual de los Levene.